# Black Dog
Black Dog — пісня гурту Led Zeppelin, випущена 1971 року. Вийшла в альбомі Led Zeppelin IV, а також як сингл.
Ця пісня потрапила до списку 500 найкращих пісень усіх часів за версією журналу Rolling Stone.